# Louis Ngwat-Mahop
 Louis Clément Ngwat-Mahop , född 16 september 1987, är en kamerunsk fotbollsspelare (anfallare) som spelar för österrikiska SC Rheindorf Altach. 

## Klubbkarriär
Louis Ngwat-Mahop började karriären i sin hemstad för klubben Dragon Club de Yaoundé innan han skrev på för tyska storklubben FC Bayern München 2006. Han spelade för klubben under en säsong, men deltog främst i matcher för reservlaget Bayern München II i Regionalliga Süd. Han släpptes av FC Bayern München under sommaren 2007 efter haft problem med sitt franska pass.
Därefter skrev han på för österrikiska Red Bull Salzburg, där han först fick spela för klubbens reservlag, Red Bull Salzburg Juniors, i den österrikiska tredjedivisionen. Ngwat-Mahop tog sig till slut upp i A-laget, där han tillbringade tre och ett halvt år samt vann österrikiska Bundesliga två gånger. I januari 2011 skrev han på för grekiska Superligan-klubben Iraklis.

## Karriärstatistik

### Klubblag
| Klubblag           | Klubblag                  | Klubblag           | Liga    | Liga | Cup            | Cup            | Ligacup   | Ligacup   | Kontinentalt | Kontinentalt | Totalt  | Totalt |
| Säsong             | Klubb                     | Liga               | Matcher | Mål  | Matcher        | Mål            | Matcher   | Mål       | Matcher      | Mål          | Matcher | Mål    |
| Tyskland           | Tyskland                  | Tyskland           | Liga    | Liga | DFB-Pokal      | DFB-Pokal      | Övrigt    | Övrigt    | Europa       | Europa       | Totalt  | Totalt |
| ------------------ | ------------------------- | ------------------ | ------- | ---- | -------------- | -------------- | --------- | --------- | ------------ | ------------ | ------- | ------ |
| 2006/2007          | Bayern München II         | 3. Liga            | 33      | 7    | —              | —              | —         | —         | —            | —            | 33      | 7      |
| 2006/2007          | Bayern München            | Bundesliga         | 1       | 0    | —              | —              | —         | —         | —            | —            | 1       | 0      |
| Österrike          | Österrike                 | Österrike          | Liga    | Liga | ÖFB-Cup        | ÖFB-Cup        | Ligacup   | Ligacup   | Europa       | Europa       | Totalt  | Totalt |
| 2007/2008          | Red Bull Salzburg Juniors | Regionalliga West  | 13      | 5    | —              | —              | —         | —         | —            | —            | 13      | 5      |
| 2007/2008          | Red Bull Salzburg         | Bundesliga         | 12      | 1    | —              | —              | —         | —         | —            | —            | 12      | 1      |
| 2008/2009          | Red Bull Salzburg         | Bundesliga         | 27      | 3    | 3              | 2              | —         | —         | 6            | 3            | 36      | 8      |
| 2009/2010          | Red Bull Salzburg         | Bundesliga         | 2       | 0    | —              | —              | —         | —         | 1            | 0            | 3       | 0      |
| 2009/2010          | Red Bull Salzburg Juniors | Regionalliga West  | 5       | 4    | —              | —              | —         | —         | —            | —            | 5       | 4      |
| 2010/2011          | Red Bull Salzburg         | Bundesliga         | 3       | 0    | 1              | 1              | —         | —         | 4            | 0            | 8       | 1      |
| Grekland           | Grekland                  | Grekland           | Liga    | Liga | Grekiska cupen | Grekiska cupen | Ligacupen | Ligacupen | Europa       | Europa       | Totalt  | Totalt |
| 2010/2011          | Iraklis                   | Superligan         | 10      | 3    | —              | —              | —         | —         | —            | —            | 10      | 3      |
| Tyskland           | Tyskland                  | Tyskland           | Liga    | Liga | DFB-Pokal      | DFB-Pokal      | Övrigt    | Övrigt    | Europa       | Europa       | Totalt  | Totalt |
| 2011/2012          | Karlsruher SC             | 2. Bundesliga      | 6       | 1    | —              | —              | —         | —         | —            | —            | 6       | 1      |
| Österrike          | Österrike                 | Österrike          | Liga    | Liga | ÖFB-Cup        | ÖFB-Cup        | Ligacup   | Ligacup   | Europa       | Europa       | Totalt  | Totalt |
| 2012/2013          | Rheindorf Altach          | Erste Liga         | 33      | 10   | 2              | 1              | —         | —         | —            | —            | 35      | 11     |
| 2013/2014          | Rheindorf Altach          | Erste Liga         | 23      | 4    | 1              | 0              | —         | —         | —            | —            | 24      | 4      |
| Totalt             | Tyskland                  | Tyskland           | 40      | 8    | —              | —              | —         | —         | —            | —            | 40      | 8      |
| Totalt             | Österrike                 | Österrike          | 118     | 27   | 7              | 4              | —         | —         | 11           | 3            | 136     | 34     |
| Totalt             | Grekland                  | Grekland           | 10      | 3    | —              | —              | —         | —         | —            | —            | 10      | 3      |
| Totalt i karriären | Totalt i karriären        | Totalt i karriären | 168     | 38   | 7              | 4              | —         | —         | 11           | 3            | 186     | 45     |

## Meriter
Red Bull Salzburg
- Österrikiska Bundesliga: 2008/2009,[3] 2009/2010[3]